# Sextus Iulius Frontinus
Sextus Iulius Frontinus (* um 35; † 103) war ein römischer Senator, Soldat und Schriftsteller.

## Leben
Im Jahr 70 war Frontinus praetor urbanus und 73 Suffektkonsul, bevor er im Jahr 74/75 als Nachfolger des Quintus Petilius Cerialis Statthalter der Provinz Britannien wurde. Er unterwarf die Silurer und hielt andere britische Stämme unter Kontrolle, bis er im Jahr 79/80 von Gnaeus Iulius Agricola abgelöst wurde. Zu Beginn der Herrschaft Domitians, wohl von 81 bis 83/84 n. Chr., war Frontinus als legatus Augusti pro praetore Kommandant des niedergermanischen Heeres und Statthalter des dazugehörenden Heeresbezirks, aus dem wenige Jahre später die Provinz Germania inferior wurde. In dieser Funktion nahm er wohl am Chattenkrieg Domitians teil. Vermutlich 84/85 war Frontinus Prokonsul der Provinz Asia.
Im Jahr 97 wurde er von Kaiser Nerva zum Oberaufseher über die Aquädukte in Rom (curator aquarum) bestellt, eine Aufgabe, die lediglich Personen mit sehr hohem Ansehen anvertraut wurde. Im folgenden Jahr wurde er zum zweiten Mal Konsul. Sein drittes Konsulat (als consul ordinarius, nach dem das Jahr benannt wurde) bekleidete er im Jahr 100, zusammen mit Kaiser Trajan, was eine hohe Auszeichnung darstellte. Darüber hinaus war er Mitglied des Auguren-Kollegiums (sein Nachfolger dort wurde Plinius der Jüngere).
Frontinus war neben Plinius ein Zeitgenosse von Tacitus und dem Dichter Martial, der ihm persönliche, freundliche Verse gewidmet hatte.

„In Anxur, Frontinus, lebte ich in ruhiger Abgeschiedenheit am Meer, und dichter an Rom, lebte ich in einer Villa in Baiae am Strand, wo der Krebs glüht. Es gab einen Wald, der keine peinigenden Zikaden kannte, und einen flussähnlichen Teich. Dort fanden wir, du und ich, Zeit, uns mit der Kunst der Musen zu befassen. Jetzt zermahlt uns das allmächtige Rom, nie kann ich einen Tag mein Eigen nennen. Hin und Her geschleudert werde ich im Ozean der Stadt und vergeude mein Leben in witzloser Arbeit.“

Frontinus wünschte kein Denkmal für sein Grab. Plinius der Jüngere zitiert ihn dazu mit den Worten: 

„Der Aufwand für ein Denkmal ist überflüssig; die Erinnerung an uns wird bestehen, wenn wir es durch unser Leben verdient haben.“

## Werke

### De aquaeductu urbis Romae
Frontinus’ bekanntestes Werk ist De aquaeductu urbis Romae in zwei Büchern, das eine Geschichte und Beschreibung der römischen Wasserver- und Entsorgung enthält, die er als eine zivilisatorische Leistung der Römer ansieht. Die Schrift beinhaltet Gesetze zu ihrer Nutzung und Unterhaltung sowie andere Themen, die für die Architekturgeschichte wichtig sind. Er verfasste im kaiserlichen Auftrag die Abhandlung, als er 97 n. Chr. für sechs Jahre curator aquarum wurde, zunächst um sich mit der Materie seines neuen Amtes vertraut zu machen. Später entschied er sich dazu, Kopien für seine Nachfolger anfertigen zu lassen. Denn die Schrift könne als „Richtschnur für die Verwaltung“ (Abschnitt 2) angesehen werden.
Frontinus hatte durch sein Amt erkannt, dass es den Führungskräften am notwendigen Fachwissen mangelte. Diese Tatsache hatte zur Folge, dass eine kompetente Fachaufsicht über die Techniker mit ihrem Spezialwissen kaum möglich war und somit eine einseitige Abhängigkeit bestand, die die politische Kontrolle der Wasserversorgung gefährdete. Die primäre Intention des Frontinus bestand daher darin, diese Abhängigkeit durch eine systematische und literarische Sammlung des verstreuten Fachwissens aufzuheben. Das Werk sollte ihn und damit auch seine Nachfolger in die Lage versetzen, die Amtsgeschäfte kompetent führen zu können.
Frontinus bemerkte dazu selbst:

„Dieses Buch ist vielleicht für meinen Nachfolger nützlich, doch ich habe es zu meiner eigenen Belehrung ausgearbeitet.“

Das Werk gliedert sich in insgesamt 129 kleine Abschnitte. Frontinus beschreibt die Entstehung der Aquädukte und Wasserleitungen in der Stadt und nennt die Namen der Quellen und Leitungen sowie den Umfang letzterer, wobei er auf die Normung der Rohrgrößen eingeht. Er zählt genaue Messungen der Zu- und Abflussleistung auf, wobei die illegale Entnahme aus öffentlichen Wasserleitungen mit dem Anbringen von ungenehmigten Abzweigungen (fraus aquariorum) durch Techniker und Privatpersonen enthüllt werden, denen man u. a. durch Besitzstempel vorzubeugen versuchte. Weitere Themen sind die genaue Verteilung der Wassermengen auf die Stadtbezirke, eine Auflistung seiner Amtsvorgänger sowie die Verbesserung der Wasserqualität durch Kaiser Trajan und die Senatsbeschlüsse zum Wasserrecht.
Nach Frontinus ist die Frontinus-Gesellschaft benannt, eine wissenschaftliche Vereinigung zur Erforschung der Geschichte der Wasserversorgung.

### Strategemata

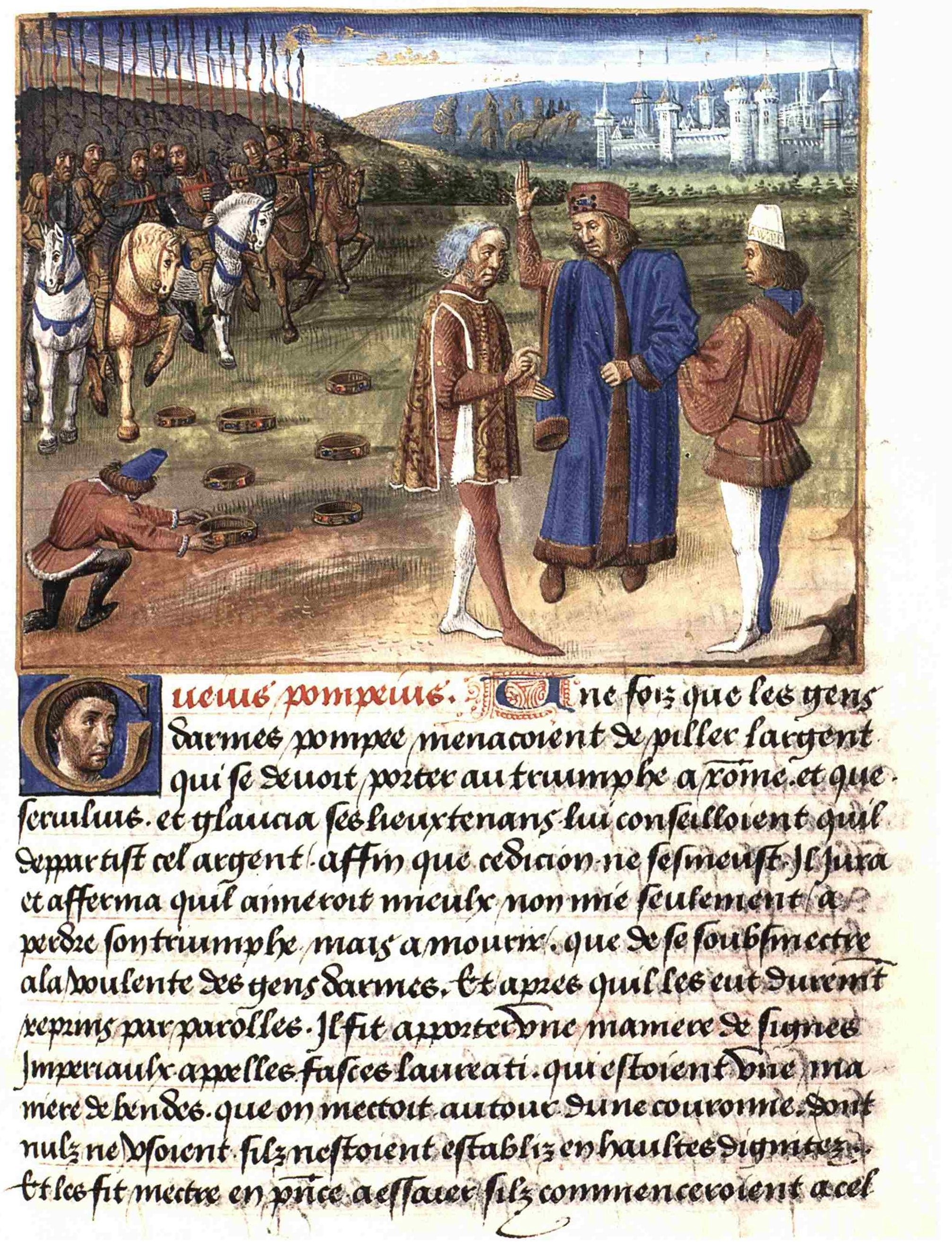
Eine Seite der von Jean de Rouvroy angefertigten französischen Übersetzung der Strategemata in einer Handschrift des späten 15. Jahrhunderts: Brüssel, Bibliothèque royale, Ms. 10475, fol. 115r. Die Buchmalerei zeigt Pompeius mit seinen Offizieren Servilius und Glaucia.

Die Strategematon libri IV sind eine Sammlung militärischer Kriegslisten aus der griechischen und römischen Geschichte, zum Gebrauch der Offiziere bestimmt. Dieses über 1300 Jahre verschollene Werk wurde im 15. Jahrhundert durch den italienischen Humanismus wiederentdeckt.
Frontinus verfasste sein Werk über die Strategeme während der Herrschaft Kaiser Domitians – dieser wird dort mehrmals als lebend erwähnt –, vermutlich zwischen 84 und 88. Es ist in vier Bücher unterteilt:
1. Buch: Maßnahmen vor dem Kampf,
2. Buch: Maßnahmen im Kampf und nach dem Kampf,
3. Buch: Maßnahmen zur Erstürmung und Verteidigung von Städten,
4. Buch: Feldherrentugenden.
Ob Frontinus auch das 4. Buch schrieb, dessen Anlage und Stil sich vom Rest unterscheidet (zum Beispiel wird hier mehr Wert auf moralische Aspekte des Krieges gelegt), war umstritten. Bendz ist sich jedoch sicher, dass Frontinus auch der Autor des 4. Buches ist. Er erklärt die stilistischen Mängel dieses Buches damit, dass es eine Art Nachtrag mit noch nicht verarbeitetem Material sei, das erst Jahre später mit ähnlichen und exakten Wortdubletten aus den vorhergehenden Büchern hinzugefügt worden wäre.
Die einzelnen Bücher sind in mehrere Kapitel zu bestimmten Themen unterteilt, z. B. im 2. Buch:
1. Wie man den Zeitpunkt des Kampfes wählt,
2. Wie man den Ort des Kampfes wählt,
3. Wie man die Truppen aufstellen soll usw.

Zu den jeweiligen Kapiteln gibt es eine Reihe beispielhafter Anekdoten mit Kriegslisten, die nach sachlicher Ähnlichkeit geordnet sind. Dadurch wirkt das ganze Werk wie eine Sammlung von Anekdoten. Insgesamt sind es 583. Bendz glaubt, Frontinus könnte die Strategeme als Veranschaulichung für seine verlorengegangene Schrift über das Kriegswesen (De re militari) zusammengestellt haben.
Als Quellen erwähnt Frontinus Geschichtsschreiber und die seinerzeit populäre Exemplaliteratur, in der über geschichtliche Denkwürdigkeiten, Anekdoten und Beispiele berichtet wurde. Auch die Strategeme gehören zu einer Unterart dieser Literaturgattung. Hauptquelle waren wohl ältere antike Strategemsammlungen, die verloren gegangen sind. Ähnlichkeiten zwischen den Strategemen und der Strategemsammlung des Griechen Polyainos, der einzigen weiteren erhaltenen, lassen vermuten, dass beide dieselben Quellen verwendeten. Manche Quellen waren jedoch fragwürdig, das führt bei Frontinus zu Namensverwechslungen und völlig falsch dargestellten Begebenheiten. Andererseits berichtet Frontinus auch über Ereignisse, die sonst nirgendwo verzeichnet sind.
Bendz beschreibt Frontinus‘ Stil als nüchtern, sachlich, schlicht, manchmal aber auch schwerfällig, unschön und holprig. Er lese sich ganz angenehm und bleibe nahe an der Umgangssprache.

### Weitere Fachliteratur
Frontinus schrieb auch eine theoretische Abhandlung über das Militärwesen (De re militari), die aber nicht erhalten ist.
Ferner wird Frontinus eine Abhandlung zur Landvermessung zugeschrieben (das älteste erhaltene Werk dieser Art), die mit anderen Schriften dieser Thematik, den Werken der Agrimensoren, zusammen überliefert wurde. Die Schrift de arte mensoria vermittelt nicht die Technik der Vermessung. Das Handwerk wird nach Frontinus in der praktischen Anwendung durch Erfahrung und ohne Literatur erlernt. Die Abhandlung definiert vielmehr die Vermessungskunst als ein geeignetes Instrumentarium, das für die Entscheidungsfindung in Verwaltung, Kriegswesen und in Gerichtsverfahren zur Klärung von Eigentums- und Besitzverhältnissen bei Grenzstreitigkeiten herangezogen werden kann.

## Ausgaben
- Cezary Kunderewicz (Hrsg.): De aquaeductu urbis Romae (De aquis urbis Romae). Teubner, Leipzig 1973.
- Robert Howard Rodgers (Hrsg.): De aquaeductu urbis Romae. Cambridge Univ. Press, Cambridge u. a. 2004, ISBN 0-521-83251-9.
- Robert I. Ireland (Hrsg.): Iuli Frontini Strategemata. Teubner, Leipzig 1990, ISBN 3-322-00746-4.

## Übersetzungen
- Frontinus-Gesellschaft (Hrsg.): Wasserversorgung im antiken Rom. Sextus Iulius Frontinus, curator aquarum. 4., verbesserte Auflage. Oldenbourg, München/Wien 1989, ISBN 3-486-26118-5.
- Manfred Hainzmann (Übers.): Wasser für Rom. Die Wasserversorgung durch Aquädukte. Artemis, Zürich u. a. 1979, ISBN 3-7608-4060-4.
- Gerhard Bendz (Übers. und Hrsg.): Kriegslisten. Lateinisch und deutsch. Akademie Verlag, Berlin 1963 (weitere Auflagen).